# The Autumn Wind
Pillaging just for fun.
He'll knock you 'round and upside down, 
And laugh when he's conquered and won.»
che saccheggia solo per divertimento.
Ti farà girare e capovolgere,
E riderà quando ha trionfato e vinto»
(The Autumn Wind, Steve Sabol)
The Autumn Wind (/ˈði ˈɔtəm wɪnd/), in lingua italiana Il Vento d'Autunno, è un brano musicale a tema sportivo adattamento della poesia "Pirate Wind" di Mary Jane Carr da parte di Steve Sabol, ex presidente e co-fondatore della NFL Films, la casa di produzione audiovisiva della National Football League (NFL).
Nel testo del brano il vento d'autunno, periodo dell'anno in cui si gioca la stagione di football americano della NFL, viene metaforicamente descritto come un predone (in inglese Raider) che, grosso e audace, venendo dal mare si diverte a portare sconquasso.
Il brano è stata adottato dai Las Vegas Raiders della NFL e viene trasmesso allo stadio a tutto volume dagli altoparlanti durante le partite casalinghe e cantato dai tifosi della Raider Nation. Interpretato da John Facenda, questa versione del 1974 è stata soprannominata "The Battle Hymn of the Raider Nation" (L'inno di battaglia della Raider Nation).
Il brano è stato usato per la prima volta per il film ufficiale della stagione 1974 dei Raiders, intitolato anch'esso The Autumn Wind, e anche all'interno del film di un'ora che riepiloga l'intera stagione 1974 della NFL.
Si racconta che quando Al Davis, storico proprietario e amministratore delegato dei Raiders, lo ascoltò per la prima volta rimase in silenzio per qualche momento prima di dire al presidente della NFL Films Ed Sabol, padre di Steve, che l'amava e che incarnava tutto ciò che i Raiders rappresentavano.
Il brano è stata utilizzato in numerose colonne sonore di prodotti ufficiali della NFL Films orchestrato e diretto da Sam Spence ed eseguito dall'orchestra della NFL Films.
Il rapper, attore e tifoso dei Raiders Ice Cube ha usato il primo e l'ultimo versetto per presentare la sua canzone Raider Nation, il tema di Straight Outta L.A., il suo documentario per la ESPN su come il periodo dei Raiders a Los Angeles ha coinciso, tra le altre cose, con l'ascesa dell'hip hop e del gruppo N.W.A..